# 기사 의회
기사 의회(Cavalier Parliament)는 잉글랜드의 의회중 하나로 1661년 5월 8일에서 1679년 1월 24일까지 기간 동안 지속되었다. 찰스 2세의 권좌에서 18년 동안 가장 오랫동안 지속되었다. 대부분이 왕당파로 구성되었으며, 왕의 충성된 자에게 많은 연금을 주었다고 하여 연금 의회라고도 불린다.
엄격한 영국 국교회의 정통교리를 확립하였으며, 지주층과 성직자사이의 화해를 추구하였다.
1661년에는 기관법을 통과시켰는 데 이 법안들은 클라레돈 코드로 알려졌다.

## 같이 보기
- 1661년 잉글랜드 총선
- 왕정복고 (잉글랜드)